# Joan Planella i Rodríguez
Joan Planella i Rodríguez (Barcelona, 2 de febrer de 1849 - ídem, 1910) va ser un pintor català realista conegut per ser l'autor del famós quadre La nena obrera (1882), que ha esdevingut una de les icones de la industrialització tèxtil catalana del segle xix. Va participar en exposicions internacionals a París, Munic i Berlín, va guanyar medalles de segona i tercera classe a les Exposicions de Belles Arts de Madrid i va ser premiat a l'Exposició Universal de Chicago de 1893.

## Biografia

### Primers anys
Joan Planella i Rodríguez (1849-1910) va néixer a Barcelona el 2 de febrer de 1849, fill de Joaquim Planella i Parera i de Josefa Rodríguez Canalda. Sembla que el seu futur com a pintor estava predestinat, ja que pertanyia a una destacada nissaga d'artistes catalans, els Planella. No ha d'estranyar, per tant, que amb tan sols nou anys comencés la seva formació a Llotja, on fins al 1870 va seguir assistint a les classes.

### Primeres exposicions
El 1870, últim any dels seus estudis, participà per primera vegada en una mostra, on presentà un parell de pintures, Un asistente en la cocina y Un viejo en pasatiempo. Aquest fou l'inici de la seva carrera com a expositor, en la qual insistí al llarg de tota la seva vida. D'entre totes elles, les més recordades són les Exposicions Nacionals de Belles Arts de Madrid, on va participar per primer cop el 1871 amb El día de San Baldomero.

### Estada a Roma
Aquesta sèrie d'exposicions es van interrompre el 1875, quan presentà una instància per participar en les oposicions per a la Pensió Fortuny: es tractava d'una beca recentment creada per l'industrial Ferran Puig i Gibert que, commogut per la mort de l'artista Marià Fortuny i Marsal a Roma, volgué millorar la formació de prometedors artistes catalans a la capital italiana. Planella en resultà vencedor, i aquest mateix any s'hi traslladà. Durant l'estiu del 1876, es dedicà a recórrer la resta d'Itàlia. A Venècia li va colpir la pintura que Giambattista Tiepolo havia executat per la volta de l'Església dels Descalços i que representava la Translació de la casa de Loreto. Com a obligació de primer any de pensionat, Planella havia de remetre a Llotja una còpia de l'obra d'un pintor important, i va creure haver-hi trobat el motiu del seu exercici com a estudiant. L'obra agradà, i actualment es troba al museu de la Reial Acadèmia de Belles Arts de Sant Jordi de Barcelona.

### Retorn d'Itàlia i consolidació
Al seu retorn d'Itàlia, el seu objectiu fou el d'assentar-se de manera estable i laboralment a la seva ciutat nadiua. La mort del seu pare el 9 desembre del 1875 -és a dir, poc després de la seva marxa com a pensionat-, va permetre que el substituís en tornar a l'Escola de Belles Arts, de la que n'havia estat catedràtic.
Igualment va reprendre llavors la seva carrera expositiva, ara d'una manera més continuada i frenètica, fins i tot a nivell internacional. D'entre totes elles podem esmentar les següents: les Exposicions Nacionals de Madrid –el 1881, amb La verema (Museo del Prado, Madrid) i Camino de Montserrat-; la del 1884, amb La nena obrera (Col·lecció particular) i Lancero de Borbón, guardonat amb la tercera medalla per la primera obra; i la del 1887, amb Los comuneros de Castilla salen de Valladolid al mando de Juan de Padilla y del obispo de Zamora (Museo del Prado, Madrid), premiada amb segona medalla. De fet, l'èxit de La nena obrera el va conduir a fer-ne una rèplica, que s'exposà per primera vegada el 1885 a l'exposició organitzada pel Centre d'Aquarel·listes de Barcelona (MHCAT, Barcelona). També portà obra a la Primera Exposición General de Bellas Artes de Barcelona (Vendimiando).
El 1887 encetà la seva carrera internacional, tot exposant una de les dues versions de La nena obrera al Saló de París; va repetir a l'Exposició Internacional de Belles Arts de Berlín el 1891, on va guanyar una medalla d'or de segona clase; i a la Universal de Chicago el 1893, on igualment fou premiat. D'altra banda, se sap que el 1890 participà en l'Exposició de Belles Arts de Múnic, on va guanyar una medalla de segona clase. El 1893 es presentà a una exposició a l'Ateneu barcelonès que, juntament amb la de Chicago, fan de cloenda de la seva activitat com a expositor.

### Altres dades rellevants
Altres dades que cal destacar de la seva trajectòria són l'estreta relació que mantingué, des dels inicis, amb el Centre d'Aquarel·listes i la seva posterior conversió en Cercle Artístic -arribà a ser el seu president el bienni 1884-1885-, així com la seva participació en la decoració del recent edifici de la Universitat de Barcelona.

## Premis
Joan Planella va participar en les Exposicions Nacionals de Belles Arts celebrades els anys 1871, 1881, 1884 i 1887. Va guanyar dues terceres medalles els anys 1881 i 1884, i una segona medalla el 1887. A més a més, va guanyar una medalla d'honor a l'Exposició Universal de Barcelona el 1888. Va concórrer a l'Internacional de Berlín el 1891, on fou guardonat amb la segona medalla d'or i va ser premiat a l'Exposició Universal de Chicago el 1893.
El 1884 va aconseguir una medalla de tercera classe en l'Exposició de Belles Arts de Madrid amb el seu quadre La nena obrera(1882). L'exposició es va inaugurar el dia 24 de maig, amb assistència dels Reis, la Família Reial i les autoritats.
En l'Exposició del 1887 va exposar una obra, La salida de los Comuneros de Valladolid. Per aquesta obra Joan Planella va guanyar una medalla de segona classe i va ser adquirit per l'Estat per 4.000 pessetes. En aquest certamen es van mostrar més de vuitanta quadres d'història, tot esdevenint l'exposició amb més obres d'aquest gènere.

## Estil
Tradicionalment, l'obra de Joan Planella s'ha relacionat amb el Realisme del segle xix, segurament a causa de La nena obrera, màxim exponent d'una sèrie de trets lligats amb aquest moviment: tema social, tècnica fotogràfica, penetració psicològica, importància de l'ambientació… 

## Obres de Joan Planella
1870
- Un asistente en la cocina
- Un viejo en pasatiempo

1871
- El dia de San Baldomero

1876

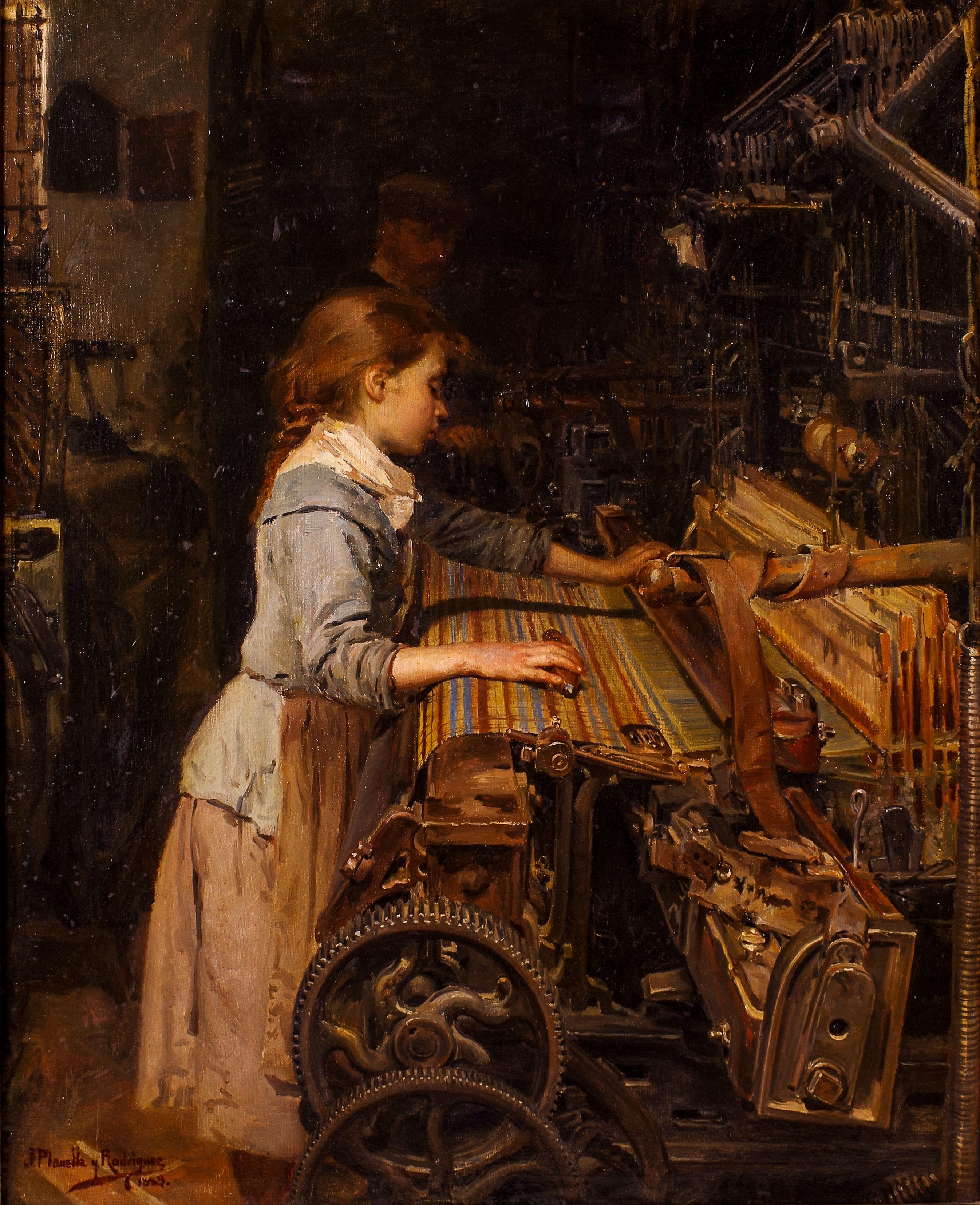
La nena obrera, versió vers el 1885 que es troba al Museu d'Història de Catalunya, Barcelona

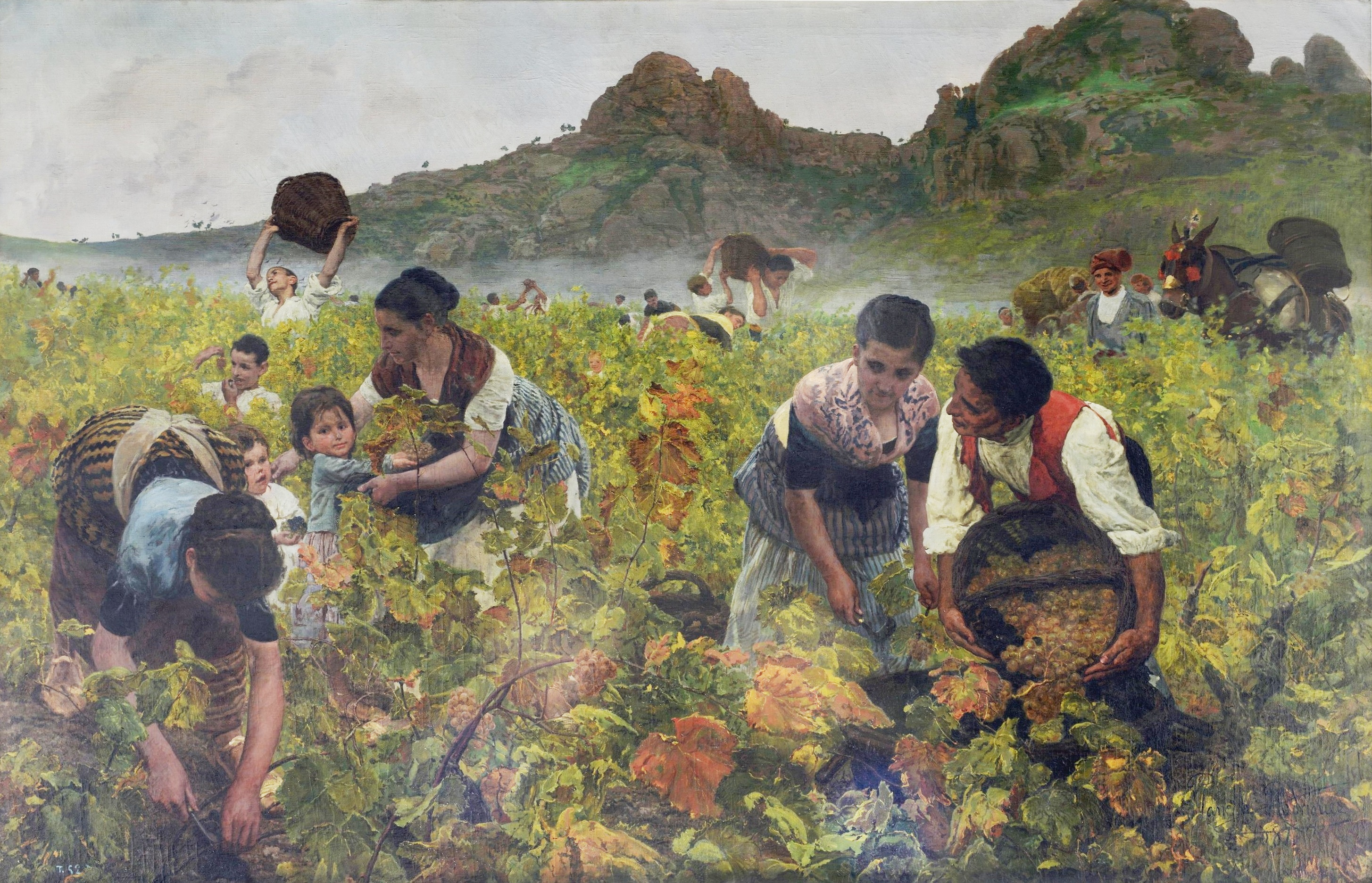
La vendimia (La verema, 1881), del Museu del Prado, en dipòsit al Museu de Belles Arts de Múrcia

- La translació de la casa de Loreto (còpia de Giambattista Tiepòlo) (Reial Acadèmia Catalana de Belles Arts de Sant Jordi, Barcelona)

1878
- Retrat masculí (Museu Municipal de Nàutica del Masnou)

1881
- Camino de Montserrat
- La verema (Museo del Prado, Madrid)

1882
- La nena obrera (col·lecció particular)
- Un lancero de Borbón
- Retrat del General Prendergast

1885
- La nena obrera (segona versió) (Museu d'Història de Catalunya, MHC, Barcelona)
- Retrat de Manel Milà i Fontanals (Ateneu barcelonès)

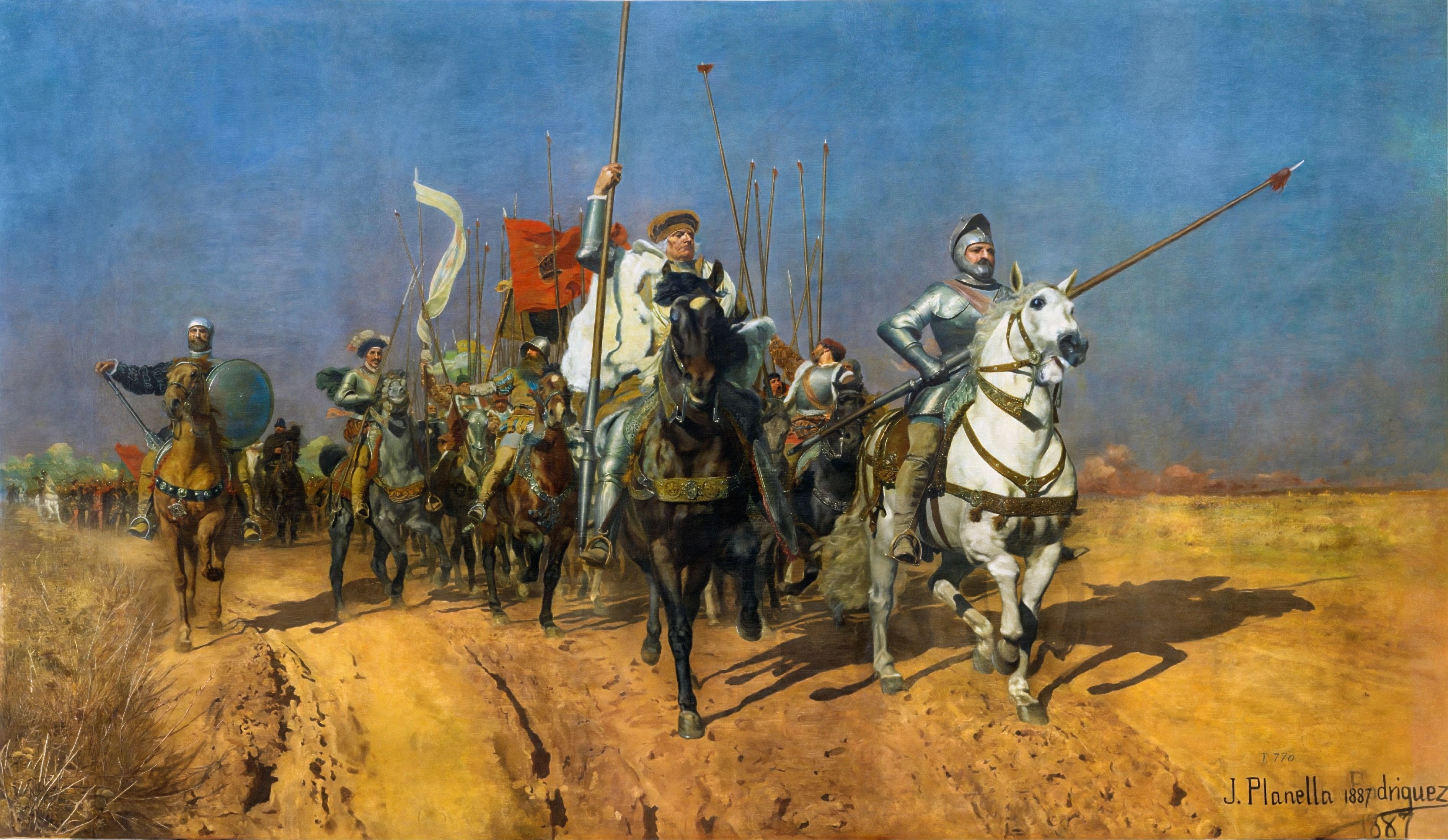
Sortida dels comuners de Valladolid, del Museu del Prado i en depòsit a las Corts de Castella i Lleó.

- Sortida dels comuners de Valladolid, del Museu del Prado i en depòsit a las Corts de Castella i Lleó.Retrat del matrimoni Galceran (Museu Nacional d'Art de Catalunya, MNAC, Barcelona)

1887
- Los comuneros de Castilla salen de Valladolid (Corts de Castella i Lleó, Valladolid)

1888
- Autoretrat (col·lecció particular, Àustria)
- Retrat de la dona (col·lecció particular, Brasil)

1891
- Vendimiando